# アムレート

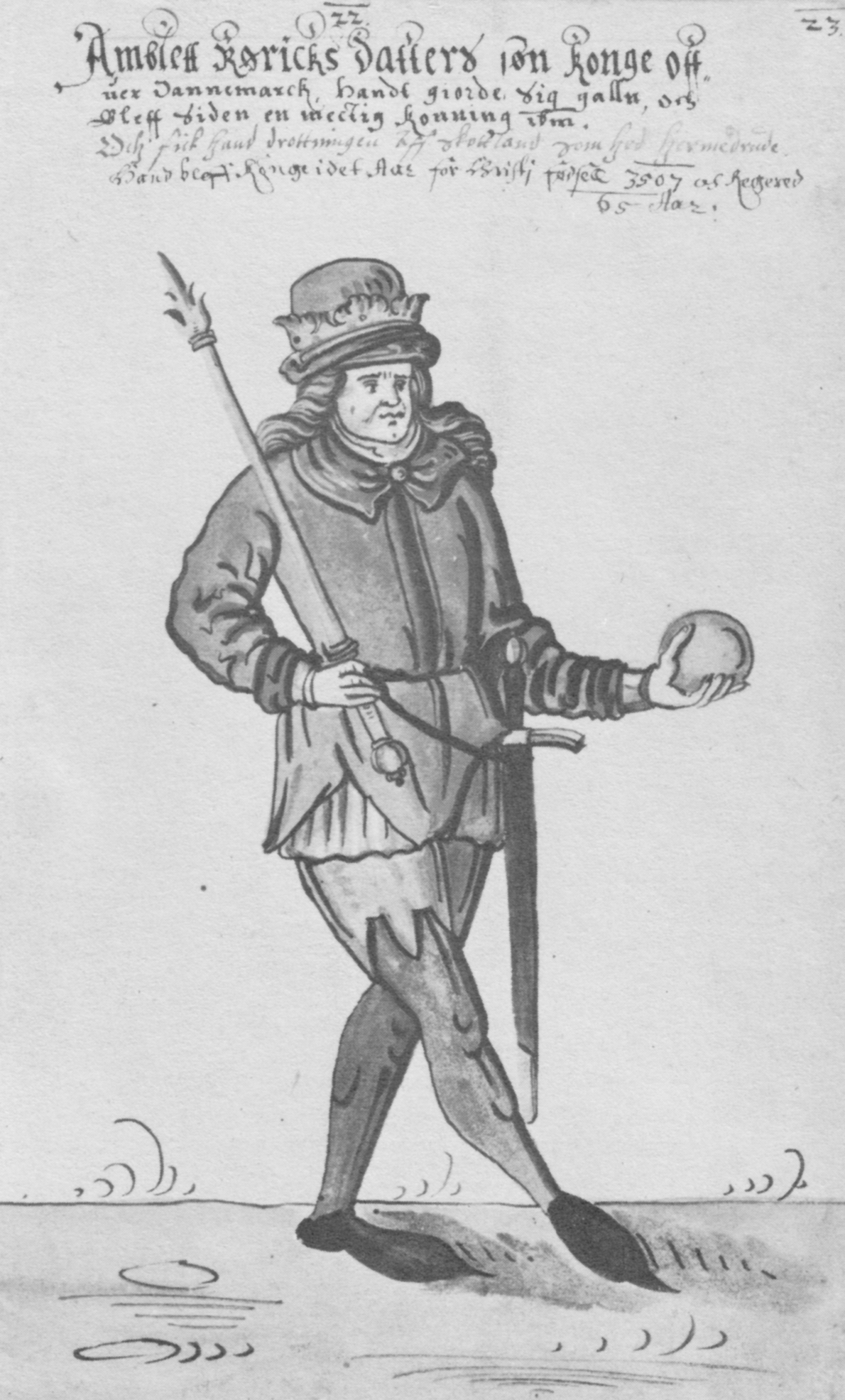
17世紀のデンマークの写本に描かれたアムレート

アムレート (Amleth) は、スカンディナヴィアの伝説上の人物であり、シェイクスピアの悲劇『ハムレット』の主人公ハムレットの原型とされている人物である。アムレードとも表記される。アイスランドの資料にはアムロージ (Amlóði) の名で登場する。

## 解説
アムレートの伝説は、サクソ・グラマティクスの著作『デンマーク人の事績』の中で詳しく語られている。『デンマーク人の事績』によれば、アムレートは、ゲルヴェンディル (Gervendill) の子ホルヴェンディル (Horvendill) と、デンマーク王腕輪投げのローリク (Rørik Slyngebond) の娘ゲルータ (Gerutha) との間に生まれた。
アムレートの父方の祖父にあたるゲルヴェンディルはユトランドの総督であったので、デンマーク王ローリクはゲルヴェンディルの息子二人、ホルヴェンディルとフェンギ (Feng) をユトランドの代官とした。ホルヴェンディルはユトランドを治めるかたわら、ヴァイキングとして活動した。ホルヴェンディルはあるとき、偶然にもノルウェー王コレル (Koll) と同じ島に、それぞれ反対側の岸から上陸した。島の中で出会った二人は勝った方が負けた側の葬儀をすることを約束して決闘を行った。ホルヴェンディルが勝利し、彼はコレルの財産を得た。戦利品やヴァイキング活動で得た略奪品の中から、ホルヴェンディルは特に優れたものをローリクに献上し、ローリクの娘であるゲルータを娶ることを許され、二人の間にアムレートが生まれた。
フェンギは兄の栄達を妬み、ホルヴェンディルを殺し、ゲルータを妻にした。アムレートはフェンギに父の復讐をするつもりでいたが、その決心に気付かれるのを避けるために、体に泥や汚物をつけたりして、狂気を装って過ごした。しかし手先が非常に器用であったために、本当は聡明で狂気の振りをしているのではないかと疑われた。そこで人々はアムレートを連れて出かけ、彼を試そうとした。アムレートは馬に前後逆に乗って人々を笑わせ、問いかけには狂気とも真実ともとれる巧妙な答えで返した。フェンギの命令を受けた女性がアムレートを誘惑するべく、彼が人々から離れたところを狙ってやってきた。しかしアムレートの乳兄弟がこのたくらみを事前に知っていたので、虻にわらしべをつけて飛ばし、彼に警告した。アムレートは正気であることを気取られずにすんだので、狂気を装ったふるまいで乳兄弟に感謝を示した。
フェンギはアムレートにさらに疑いを持った。そこで彼の部下の一人が、アムレートとゲルータの会話を盗み聞きすることを提案し、自らそれを実行した。フェンギが出かけているある日、アムレートは母の部屋におもむき、ゲルータの不貞をなじり、改心させた。盗み聞きしていた男はアムレートに殺され、切り刻まれて排水溝に捨てられ、豚の餌にされた。
フェンギはアムレートを殺そうと思っていたが、デンマーク王と妻の不興を買うことは避けたかったので、ブリタニア王に殺させることにした。アムレートは出立の際、一年後に自分の葬式をしてくれるよう母に頼み、葬式の日に帰ってくることを約束した。フェンギはアムレートの供二人に、ブリタニア王への手紙としてルーン文字を彫った木の板を持たせた。内容はアムレートの殺害依頼である。旅の途中アムレートはこの木の板を見つけ、元の文字を削り取り、殺害の対象を自分から供二人へと変えた。さらにフェンギの名で、アムレートに娘を娶らせるようにと彫った。ブリタニアにつくと供二人は殺された。アムレートはこれに怒り、供の命の補償として黄金を得た。
ブリタニア王の娘を娶ったアムレートは、単身デンマークへ帰り、再び狂気を装って自分の葬儀に現れた。滑稽な振る舞いで列席する人々を笑わせながら、酌をして回った。そのとき何度も剣を抜いて自身の指を切ってふざけたので、人々は彼の剣に鋲をつけて容易に抜けなくした。人々が酔いつぶれると、アムレートは宴会が行われていた広間の壁にかかっていた絨毯をはがして人々を包み、動けなくしてから彼らを焼き殺した。その後フェンギの寝室へ行き、寝台の上にかかっていた剣を自分の剣と取り換え、フェンギを起こした。フェンギは剣を取って戦おうとしたものの、抜くことができず、アムレートに殺された。
その翌朝、アムレートは人々の前で父の死から叔父の殺害までの経緯を説明し、父の王位を継承することを求めて人々の賛同を得た。その後アムレートは三艘の船を仕立ててブリタニアに向かい、妻と義父を訪ねた。アムレートは一部始終を描いた盾を持参しており、義父に問われるままに自分がフェンギを殺したことを話した。義父であるブリタニア王は、かつてフェンギとの間で、一方が誰かに殺された際はもう一方がその復讐を行うという約束を交わしていた。ブリタニア王は悩んだが約束を遂行することを決めた。
ブリタニア王はアムレートに、スコットランドの女王ヘルミントルーダに求婚する使者になることを頼んだ。ヘルミントルーダは多くの求婚を徹底的に拒んでおり、高齢のブリタニア王からの求婚にも応じなかったが、アムレートが行った復讐の経緯を知ると彼への好意が沸いた。アムレートはブリタニア王の求婚の手紙を携えてヘルミントルーダの元を訪れたが、彼女からの求婚を受け入れた。アムレートがヘルミントルーダとスコットランドの軍勢を伴ってブリタニアに戻ると、ブリタニアの妻はアムレートの息子を産んでおり、父を裏切ったアムレートへの愛情がなおも深いことを話した。ブリタニア王はアムレートの殺害を企て、ブリタニアの軍勢をもって彼を追撃しその軍勢を破ったが、アムレートは死んだ戦士達を生きているように見せかけることでブリタニア軍を追い払った。さらにデンマークの軍勢によってブリタニア王を倒した。その後アムレートは二人の妻と共にユトランドに帰還した。
デンマークのローリク王の死後に王となっていたヴィグレークは、アムレートの母から財産を奪うなどの狼藉を行っていた。アムレートはヴィグレーク王に戦いを挑んだものの、ユトランドでの戦闘で命を落とした。妻ヘルミントルーダは自ら進んでヴィグレーク王の側の戦利品となった。アムレートはユトランドで埋葬された。その場所は北ユトランド東部の海岸のアメルヘーゼであろうとも考えられている。